# Jonas Aleksa
Jonas Aleksa (ur. 23 lutego 1939 w Telszach, zm. 17 października 2005 w Wilnie) – litewski dyrygent i pedagog.

## Życiorys
Syn Florijonas i Uršulė Aleksa. Był bratem Ireny Aleksaitė i Natalija Rimantė Dušauskienė-Duž. Naukę muzyki rozpoczął w 1949 roku w szkole muzycznej w Wilnie. Od 1956 roku był studentem profesora A. Budriūnasa w Państwowym Konserwatorium Litewskim. W 1961 roku po ukończeniu studiów wyjechał do Leningradu, gdzie kształcił się w Konserwatorium im. N. Rimskiego-Korsakowa w klasie dyrygentury operowo-orkiestrowej pod kierunkiem profesora J. Mrawinskiego.
W 1965 roku zaczął pracować jako dyrygent w Litewskim Państwowym Teatrze Opery i Baletu (obecnie Litewski Narodowy Teatr Opery i Baletu). Doskonaląc swój warsztat uczestniczył w 1970 roku w seminarium H. von Karajana w Leningradzie, a potem w latach 1973–1974 w Universität für Musik und darstellende Kunst Wien w Wiedniu studiował u profesorów H. Swarovskiego i C. Österreichera. W 1975 roku został dyrygentem Teatru Opery i Baletu w Wilnie i pełnił tę funkcję przez prawie trzydzieści lat. W tym czasie pełnił również funkcje kierownicze: w 1995–1997 dyrektora teatru, a w latach 1997–2000 dyrektora artystycznego. W  2003 roku został głównym dyrygentem. Jako pedagog od 1965 pracował w Państwowym Konserwatorium Litewskim, otrzymując w 1996 roku tytuł profesora. Jego uczniami byli: Julius Geniušas (dyrygent Teatru Muzycznego w Kownie), soliści operowi: Joana Gedmintaitė, Egidijus Dauskurdis, Laimonas Pautienius, Sandra Janušaitė i Jurgita Adamonytė. Zmarł 17 października 2005 roku i został pochowany na Wzgórzu Artystów na cmentarzu Antakalnis.
W 2007 roku Edmundas Gedgaudas napisał o nim książkę Muzikos magas Jonas Aleksa. Prisiminimai, straipsniai, laiškai.

## Nagrody
- 1982 – Litewska Nagroda Państwowa[1]
- 1995 – Grand Prix Łotwy[1]
- 1995 – III klasa Orderu Wielkiego Księcia Giedymina[1]
- 2003 – Narodowa Nagroda Kultury i Sztuki[1]